# Pinot noir
A pinot noir é uma uva tinta da família das Vitis vinifera, originária da França. A casta é muito delicada e bem exigente com seu lugar de cultivo, apresenta bagos pequenos e de casca bem fina e precisa de regiões com clima moderadamente fresco para amadurecer por completo.
É a grande uva da região da Borgonha, sudeste da França, com a qual são produzidos vinhos bastante admirados em todo o mundo entre os quais o Romanée-Conti, Volnay, Clos de Vougeot e outros tantos grands crus. São em geral bastante complexos com aromas intensos e que evoluem muito bem com o passar dos anos. Ela também é cultivada região da Champagne, França, e faz parte do "corte" (mistura com outras variedades) que irá resultar no champanhe propriamente dito.
É uma uva de difícil cultivo, mas além da Borgonha, vem mostrando resultados satisfatórios na Bulgária, na Califórnia, no Chile e na Patagônia Argentina.

## Características do vinho Pinot Noir
Os vinhos produzidos com Pinot Noir são pouco tânicos, complexos e apresentam aromas de frutas vermelhas frescas e especiarias. Com o passar dos anos ganham nuances vegetais e animais (cogumelo, folhas molhadas e caça).

## Chile
No Chile, a uva vem sendo cultivada, com bons resultados, em Casablanca, a leste de Valparaíso; no Vale de Santo Antonio, ao sul de Valparaíso e o Vale de Limarí, a cerca de 400 quilômetros ao norte de Santiago.